# Gai Saber
Der Gai Saber (prov. „fröhliche Wissenschaft“, auch Gaia Sciensa), mit vollem Namen Consistori de la Subregaya Companhia del Gai Saber, war ein bürgerlicher Dichterkreis, der 1323 in Toulouse gegründet wurde. Er setzte sich zum Ziel, die nach den Albigenserkreuzzügen (1209–29) bedrohte Tradition der provenzalischen Trobadordichtung zu erhalten.
Ähnlich wie die deutschsprachigen Meistersinger ging die Gesellschaft von der Lehrbarkeit der Dichtung aus; Guilhem Molinier schuf mit den Leys d’Amors um die Mitte des 14. Jahrhunderts eine ethisch ausgerichtete, normative Poetik, die zugleich als Dichtungsdidaktik wie auch als Sammlung von Kriterien zur Literaturkritik dienen sollte. Die Themen beschränken sich im Gegensatz zur altfranzösischen Minnelyrik durch die in Europa aufkommende Mariendichtung vorwiegend auf religiöse und moralische Inhalte. Die Mitglieder des Gai Saber, unter ihnen Bernat de Panassac, Raimon de Cornet, Arnaut Vidal, Guilhem de Galhac, hielten jedes Jahr die Blumenspiele ab, einen Dichterwettbewerb, dessen preisgekrönte Lieder als Joias del Gai Saber („Freuden der fröhlichen Wissenschaft“) gesammelt wurden.
Johann I. von Aragón regte 1393 die Gründung des vergleichbaren Consistori de la Gaya Ciencia in Katalonien an. Durch die Wirkung des Gai Saber im provenzalischen Sprachraum blieb das Provenzalische noch bis ans Ende des 15. Jahrhunderts als Literatursprache produktiv.
Friedrich Nietzsche nannte eines seiner Bücher Die fröhliche Wissenschaft und bezog sich damit lose auf die provenzalische Dichtung.